# Miles Away/The Truth Is
Miles Away/The Truth Is este o piesă a formației britanice Depeche Mode. Piesa a apărut pe albumul Sounds of the Universe, în 2009.